# Liste der Wappen im Rhein-Hunsrück-Kreis
Diese Liste beinhaltet – geordnet nach der Verwaltungsgliederung – alle in der Wikipedia gelisteten Wappen des Rhein-Hunsrück-Kreises in Rheinland-Pfalz. In dieser Liste werden die Wappen mit dem Gemeindelink angezeigt.

## Landkreis Rhein-Hunsrück-Kreis

Wappen Rhein-Hunsrück-Kreis[1]
Lage in Rheinland-Pfalz
Lage in Deutschland

### Verbandsfreie Gemeinden/Städte
- Boppard, Stadt[2]

### Historische Wappen der verbandsfreien Gemeinden/Städte
Da Boppard bereits im 13. Jahrhundert freie Reichsstadt war, führt es schon seit dieser Zeit den Reichsadler in seinem Wappen (das älteste Siegel der Stadt von 1216 sowie das große Stadtsiegel von 1236 zeigen jeweils den Reichsadler über der von einer Stadtmauer umgebenen St.-Severus-Kirche). Im 14. Jahrhundert dann erscheint der Adler allein, im 15. Jahrhundert mit dem Trierer Kreuz als Brustschild, grund dafür ist die Verpfändung der Stadt an den Kurfürsten von Trier im Jahr 1312. Ab 1817 wurde der einzelne Adler wie hier zu sehen eingeführt, 1911 dann zunächst wieder das Wappen mit Trierer Kreuz und 1962 wurde wieder das einfache bestätigt. Seit 1985 wird das heutige Stadtwappen mit schwarzem Reichsadler, der auf der Brust ein Wappenschild mit dem Trierer Kreuz trägt, verwendet.

Boppard, Stadt
Bundesland: Rheinland-Pfalz
Kreis: Rhein-Hunsrück-Kreis
bis 1969 Kreis Sankt Goar

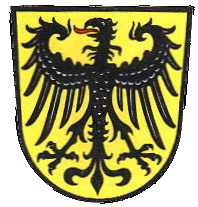
Boppard, Stadt Bundesland: Rheinland-Pfalz Kreis: Rhein-Hunsrück-Kreis bis 1969 Kreis Sankt Goar
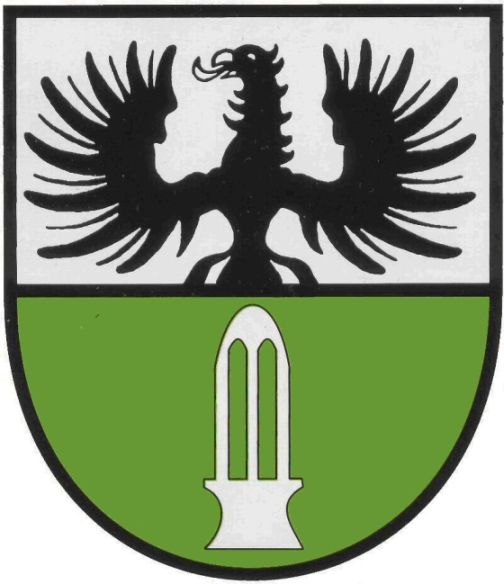
Ehemaliges Wappen von Bad Salzig, das seit dem 31. Dezember 1975 Ortsbezirk von Boppard ist.

### Verbandsgemeinde Hunsrück-Mittelrhein

Verbandsgemeinde Hunsrück-Mittelrhein

Badenhard
Beulich
Bickenbach
Birkheim
Damscheid
Dörth
Emmelshausen, Stadt[3]
Gondershausen
Halsenbach
Hausbay
Hungenroth
Karbach
Kratzenburg
Laudert
Leiningen
Lingerhahn
Maisborn
Mermuth
Morshausen
Mühlpfad
Ney
Niederburg
Niedert
Norath
Oberwesel, Stadt[4]
Perscheid
Pfalzfeld
Sankt Goar, Stadt[5]
Schwall
Thörlingen
Urbar
Utzenhain
Wiebelsheim

### Verbandsgemeinde Kastellaun

Verbandsgemeinde Wappen

Alterkülz
Bell
Beltheim
Braunshorn
Buch
Dommershausen
Gödenroth
Hasselbach
Hollnich
Kastellaun, Stadt[6]
Korweiler
Lahr (Hunsrück)
Mastershausen
Michelbach
Mörsdorf
Roth
Spesenroth
Uhler
Zilshausen

### Verbandsgemeinde Kirchberg (Hunsrück)

Verbandsgemeinde Wappen

Bärenbach
Belg
Büchenbeuren
Dickenschied
Dill
Dillendorf
Gehlweiler
Gemünden
Hahn
Hecken
Heinzenbach
Henau
Hirschfeld (Hunsrück)
Kappel
Kirchberg (Hunsrück), Stadt[7]
Kludenbach
Laufersweiler
Lautzenhausen
Lindenschied
Maitzborn
Metzenhausen
Nieder Kostenz
Niedersohren
Niederweiler
Ober Kostenz
Raversbeuren
Reckershausen
Rödelhausen
Rödern
Rohrbach
Schlierschied
Schwarzen
Sohren
Sohrschied
Todenroth
Unzenberg
Wahlenau
Womrath
Woppenroth
Würrich

### Verbandsgemeinde Simmern-Rheinböllen

Verbandsgemeinde Wappen

Altweidelbach
Argenthal
Belgweiler
Benzweiler[8]
Bergenhausen[9]
Biebern
Bubach
Budenbach
Dichtelbach
Ellern
Erbach
Fronhofen
Holzbach[10]
Horn
Keidelheim[11]
Kisselbach
Klosterkumbd
Külz (Hunsrück)
Kümbdchen[12]
Laubach
Liebshausen
Mengerschied
Mörschbach
Mutterschied
Nannhausen
Neuerkirch
Niederkumbd
Ohlweiler[13]
Oppertshausen[14]
Pleizenhausen
Ravengiersburg[15]
Rayerschied
Reich (Hunsrück)
Rheinböllen, Stadt[16]
Riegenroth
Riesweiler
Sargenroth
Schnorbach
Schönborn[17]
Simmern/Hunsrück, Stadt[18]
Steinbach (Hunsrück)
Tiefenbach
Wahlbach
Wüschheim

### Wappen von ehemaligen Verbandsgemeinden

Verbandsgemeinde Emmelshausen
Verbandsgemeinde Rheinböllen
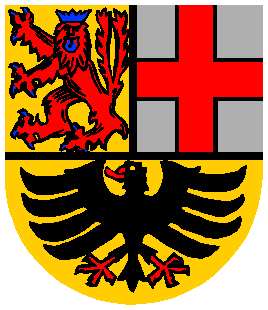
Verbandsgemeinde Sankt Goar-Oberwesel
Verbandsgemeinde Simmern/Hunsrück

## Blasonierungen
1. ↑  Rhein-Hunsrück-Kreis: Unter von Blau und Gold (Gelb) einreihig geschachtem Schildhaupt: vorne in Gold (Gelb) ein rot bewehrter, nach links gewendeter schwarzer Adler; hinten in Schwarz ein rot gekrönter und bewehrter und goldener (gelber) Löwe.
2. ↑  Boppard: In Gold ein rot bezungter und rot bewehrter schwarzer Adler mit silbernen (weißen) Krallen, belegt mit einem Herzschild, darin in Silber (Weiß) ein rotes Balkenkreuz.
3. ↑  Emmelshausen:Geteilt und oben gespalten von Silber (Weiß) und Schwarz; vorn in ein durchgehendes rotes Balkenkreuz, hinten ein rot gekrönter und -bewehrter goldener (gelber) Löwer, unten in Rot drei (2:1) goldene (gelbe) Merkurhüte.
4. ↑  Oberwesel: In Gold (Gelb) ein rot bewehrter schwarzer Adler
5. ↑  Sankt Goar: Geteilt in Gold (Gelb) und Blau; oben ein wachsender herschauender blau gekrönter und bewehrter roter Löwe; unten ein aus stehenden Rauten gebildetes goldenes (gelbes) Gitter, in dessen Maschen heraldische goldene (gelbe) Lilien.
6. ↑  Kastellaun: In Schwarz ein von Rot und Silber (Weiß) zweireihig geschachter Balken, darüber nebeneinander zwei goldene (gelbe) Helmkronen.
7. ↑  Kirchberg: In Rot ein von Gold (Gelb) und Blau zweireihig geschachter Sparren, darunter eine goldene (gelbe) Helmkrone.
8. ↑  Benzweiler: Schild geteilt: oben in Schwarz ein rotbewehrter goldener Hahn; unten in Silber, belegt mit einem schwarzen Schildchen, darüber ein goldenes Glevenrad mit einem blauen Edelstein auf der Nabe.
9. ↑  Bergenhausen: In Schwarz ein silbern (weiß) bordierter blauer Wellenpfahl zwischen erhöhten gekreuzten, grünbestielten goldenen (gelben) Eichenblättern mit goldener (gelber) Frucht und erniedrigtem goldenen (gelben) sechsspeichigen Mühlrad.
10. ↑  Holzbach: Gespalten; vorne pfahlweise gerautet (-geweckt) in Silber (Weiß) und Blau, belegt mit einem rotbewehrten und -bezungten goldenen (gelben) Löwen, hinten in Rot über einem schräglinken goldenen (gelben) Wellenbalken, drei goldene (gelbe) Getreideähren, die mittlere aufrecht.
11. ↑  Keidelheim: Erhöht geteilt von Schwarz und Silber (Weiß), oben eine mit einem Kreuz besteckte und mit drei schwarzen Kugeln belegte goldene (gelbe) Krone, unten aus grünem Schildfuß wachsend eine grüne Eiche.
12. ↑  Kümbdchen: Unter schwarzem Schildhaupt, darin ein schreitender rot gekrönter und bewehrter goldener (gelber) Löwe, geteilt; vorn golden (gelb) Blau geschacht, hinten in Grün ein silberner (weißer) Wellenschrägbalken.
13. ↑  Ohlweiler: Schräglinks geteilt; oben in Schwarz ein rotbewehrter und -bezungter linksgerichteter goldener (gelber) Löwe, im Obereck begleitet von einer silbernen (weißen) Waage, unten schräg gerautet (-geweckt) in Blau und Silber (Weiß).
14. ↑  Oppertshausen: In Blau ein von Rot und Silber (Weiß) zweireihig geschachter erhöhter Sparren, darunter ein goldener (gelber) Ring.
15. ↑  Ravengiersburg: Gevierteilt, 1 in Silber (Weiß) eine blaue Lilie, 2 in Schwarz einen zweitürmigen silbernen (weißen) Klosterbau mit Treppengiebeln, schwarzen Fenstern und Tor, 3 in Schwarz ein linksgerichteter rotbewehrter goldener (gelber) Löwe, 4 schräg gerautet (-geweckt) in Blau und Silber (Weiß).
16. ↑  Rheinböllen: In Schwarz ein aus dem unteren Schildrand wachsender rot bewehrter goldener (gelber) doppelschwänziger Löwe.
17. ↑  Schönborn: Unter von Blau und Gold (Gelb) einreihig geschachtem Schildhaupt; vorne in Gold (Gelb) ein roter Schrägbalken; hinten in Grün ein goldener (gelber) Ziehbrunnen mit silbernem (weißem) Eimer.
18. ↑  Simmern: Geteilt; oben in Schwarz ein schreitender rot gekrönter und bewehrter goldener (gelber) Löwe; unten schräggerautet (-geweckt) in Silber (Weiß) und Blau.